# Hotel Bellevue (Dresden)

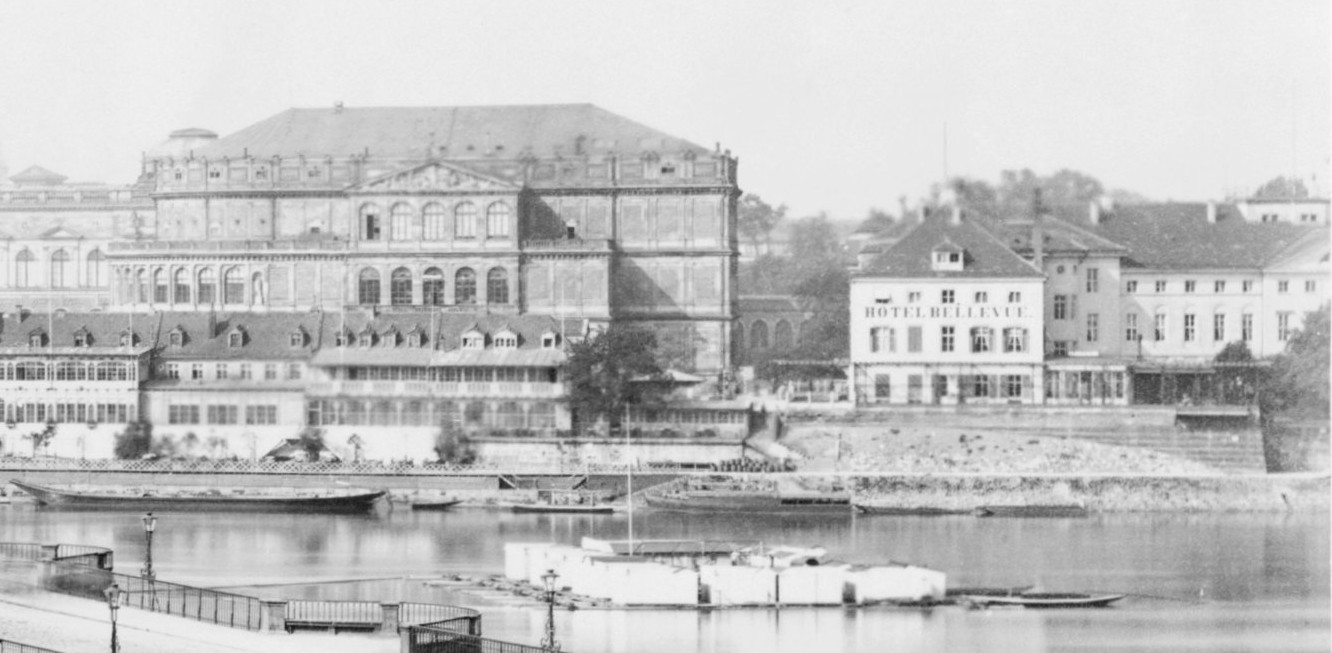
Das gleichnamige Hotel Bellevue auf dem gegenüber liegenden Elbufer neben der Semperoper um 1865

Das Hotel Bellevue („schöne Aussicht“) ist ein Hotel der Bilderberg Hotels in Dresden. Es liegt in der Inneren Neustadt und firmiert seit 2020 als Bilderberg Bellevue Hotel Dresden. Sein Standort am Neustädter Elbufer gegenüber der Dresdner Altstadt wurde durch den Canaletto-Blick bekannt. Das barocke Mittelgebäude des Hotels wurde von den Baumeistern George Bähr und Matthäus Daniel Pöppelmann gestaltet.
Seit 2020 stehen sowohl der Alt- als auch der Neubau unter Denkmalschutz. Auch die nachträglich entstanden Hotelflügel seien als „Beispiele der ostdeutschen Postmoderne“ schützenswert. Insgesamt stellt das Hotel „eine der bedeutsameren Hotelanlagen der 1980er-Jahre“ dar, „die sich aus dem Durchschnitt dieser Zeit heraushebe und die Elbansicht der Inneren Neustadt entscheidend mitpräge“.
Das heutige Hotel hat seinen Namen von dem gleichnamigen, bis zu seiner Zerstörung im Zweiten Weltkrieg führenden, Haus auf dem gegenüber liegenden Elbufer. Dieses 1853 bis 1945 bestehende Hotel Bellevue befand sich neben dem Italienischen Dörfchen.

## Geschichte

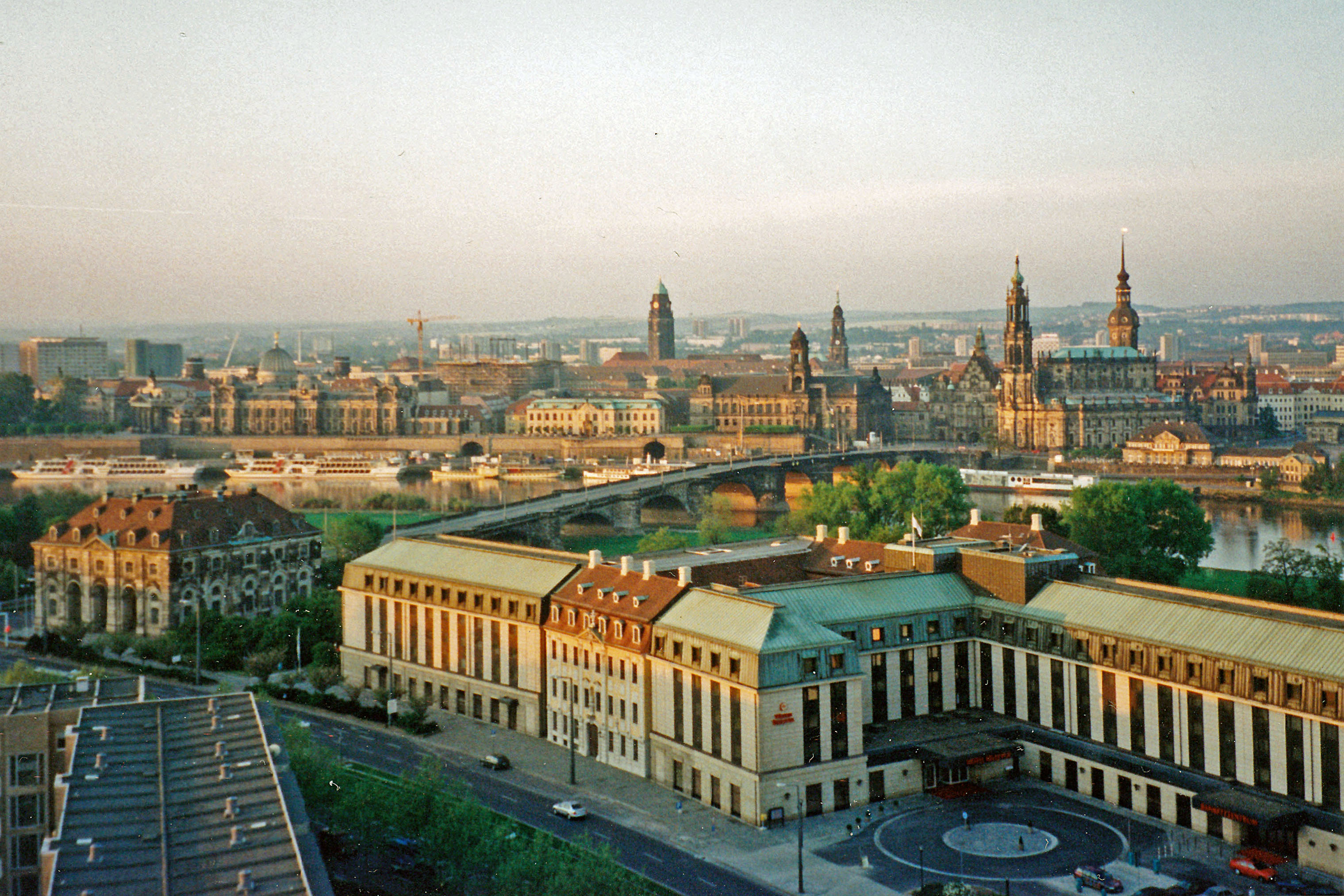
Hotel Bellevue, in der Mitte die drei roten Dächer des Kanzleihauses

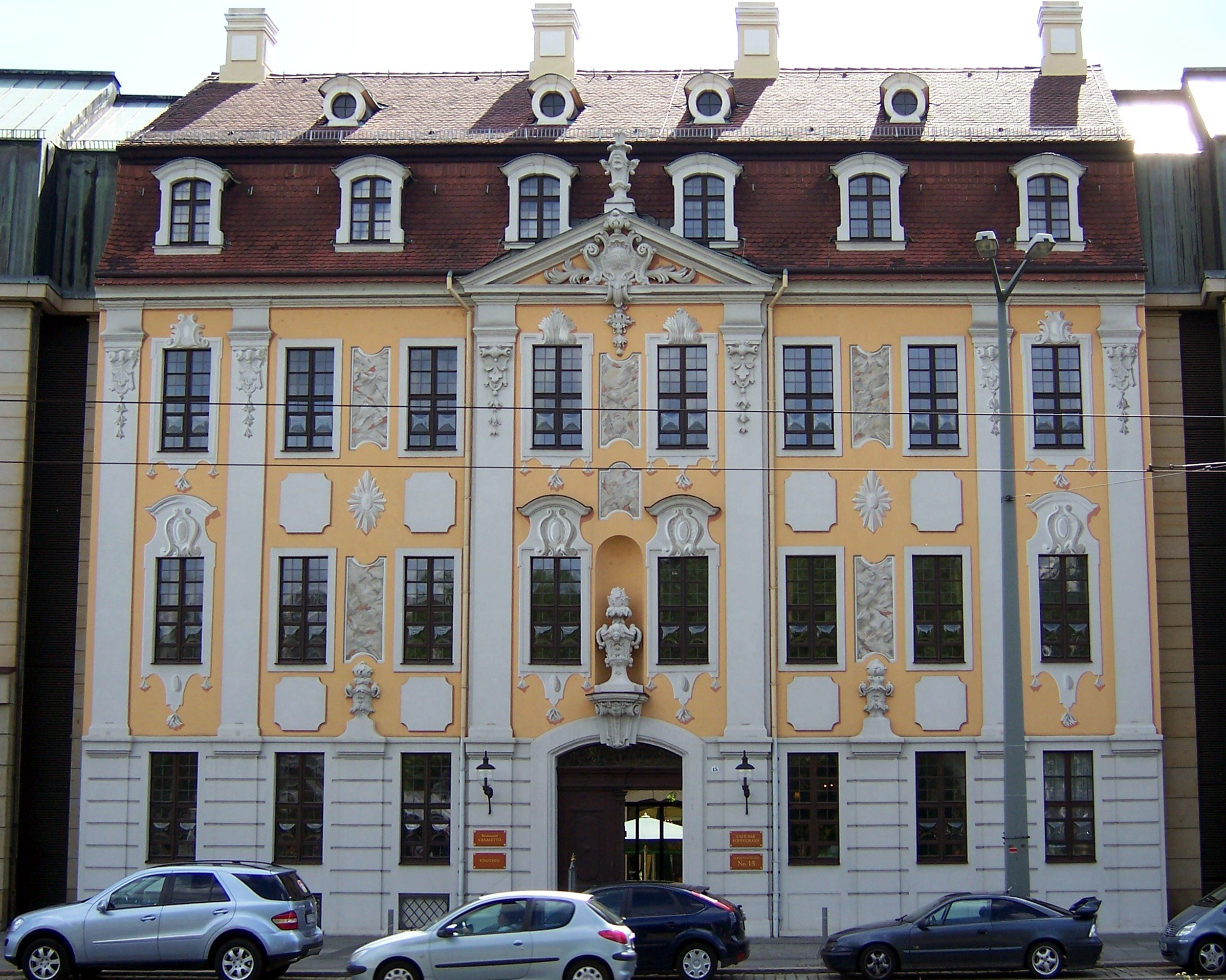
Straßenfront des Vorderhauses zur Großen Meißner Straße hin

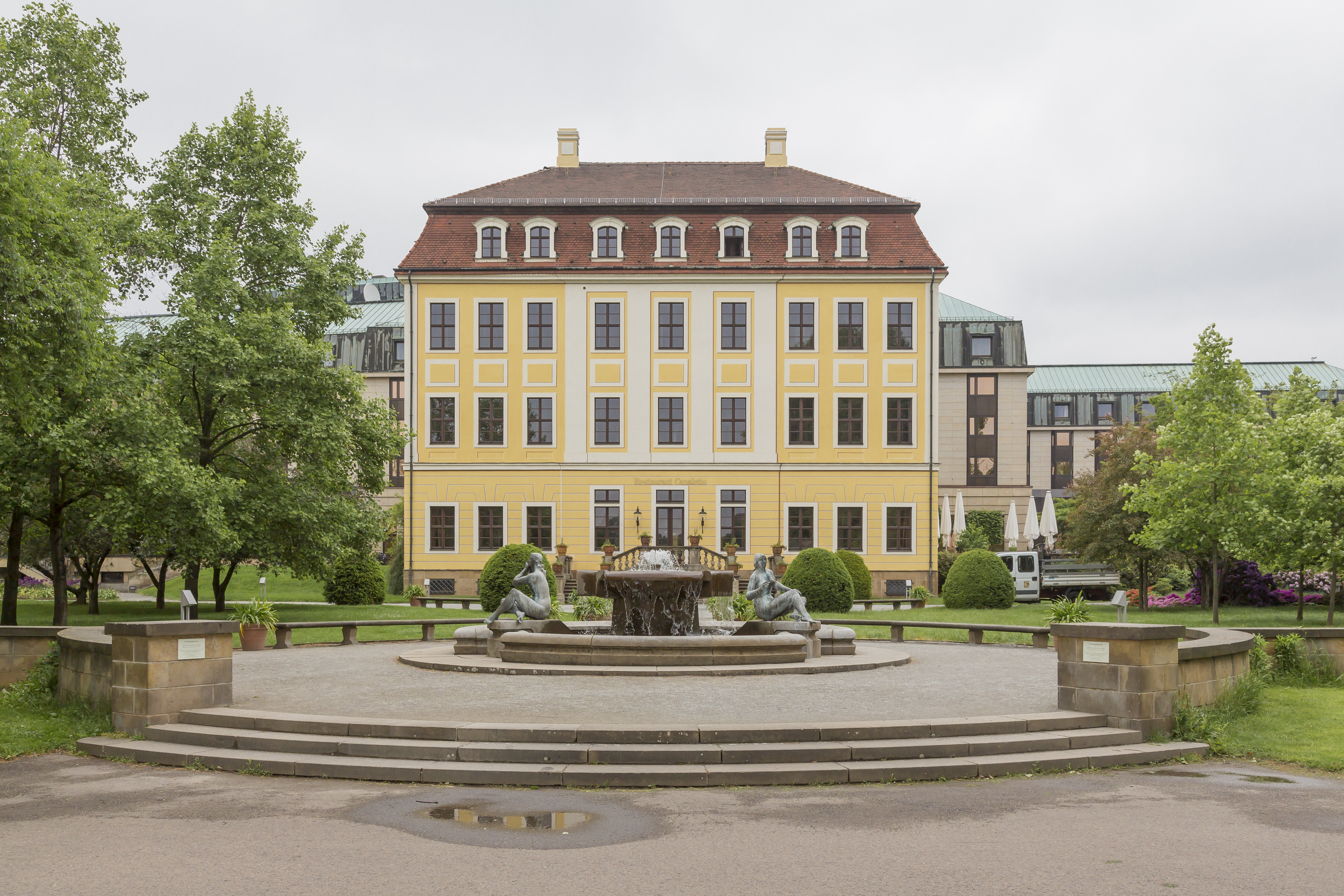
Elbseitiges Quergebäude von Pöppelmann

Das Haus ist der einzige erhaltene Gebäudekomplex der einst wegen der besonderen Pracht ihrer barocken Bürgerhäuser berühmten Großen Meißner Gasse. Die Fassade des Gebäudes Nr. 15 entstand zwischen 1723 und 1727 und ist ein typisches Beispiel der ersten Phase der Dresdner Barockarchitektur.
Das Haus wurde bis zum Jahre 1733 als Wohn-, Brau- und Malzhaus genutzt.
Der Sächsische Hof erwarb das Haus dann mit dem Ziel, es zu einer Kanzlei umzubauen. Mit der Nutzung als Kanzlei ab dem Jahre 1733 hatte das Gebäude seine endgültige Baugestalt erreicht. Architektonisch handelt es sich um die kompositorische Vereinigung von ursprünglich zwei getrennten Häusern, einem bürgerlichen Stadt- und Brauhaus mit Innenhof und dem 1734 von Pöppelmann hinzugefügten Querbau zur Elbe hin, der durch einen Seitenflügel mit dem Altbau verbunden wurde; hierdurch erhielt das Haus seine Doppelhofanlage.
Bis 1904 beherbergte die Nr. 15 das Justizministerium. Das staatliche Gebäude diente danach unter anderem als Landesregierung, Landesdirektion, Kreishauptmannschaft und Oberrechnungskammer.
Die Luftangriffe auf Dresden im Zweiten Weltkrieg überstand das Gebäude Nr. 15 als eines der wenigen unbeschadet. Die umliegenden Ruinen wurden in der Folgezeit entfernt. 1950 sollte auch die Nr. 15 abgerissen werden. Bürgerproteste konnten die geplante Sprengung im Jahre 1950 verhindern. Das Barockgebäude wurde nach seiner Rettung als alleinstehender Bau bis zu Beginn der 1980er Jahre in unterschiedlichen Funktionen genutzt.
Trotz der Nutzung wurde dem Haus keine Pflege zuteil und es verfiel. Daher sollte das Gebäude Anfang der 1980er Jahre zugunsten eines neuen Hotelkomplexes weichen. Eine Bürgerinitiative, die sich aus Denkmalpflegern (unter der Leitung von Hans Nadler), Architekten und aufgebrachten Bürgern zusammensetzte, konnte den Abriss in letzter Minute verhindern. Beschlossen wurde die Eingliederung der barocken Bausubstanz als Mittelbau in eine neu zu entwerfende Hotelkonstruktion. Die bereits angebrachten 2000 Sprenglöcher wurden in ihm für die Isolierung gegen die aufsteigende Bodenfeuchtigkeit genutzt.

## Interhotel
Die japanische Kajima Corporation erhielt den Auftrag für einen Neubau ohne Berücksichtigung des Barockgebäudes. Nach der Entscheidung zum Erhalt des Barockgebäudes, den der Denkmalpfleger Hans Nadler durchsetzen konnte, wurde der Neubau umgeplant und der Altbau integriert. Zwischen 1982 und 1985 fand der Um- und Neubau statt; es wurde zugleich mit der Wiedereröffnung der Dresdner Semperoper am 13. Februar 1985 eingeweiht und zum ersten Haus am Platze. Ausdrückliches Ziel war es, den internationalen Standards der Touristenbranche auch in der DDR zu genügen. Eine weitere Funktion lag im Erwerb von Zahlungsmitteln in frei konvertierbaren Währungen. Das Hotel wurde zum „Devisenhotel“, in dem ausschließlich mit westlicher Währung gebucht werden konnte. Der Bau galt zudem als Maßnahme der innerstädtischen Belebung. Städtebaulich und stadthistorisch sollte dies der Aufwertung der Dresdner Neustadt Rechnung tragen. An Planung und Bau waren neben verschiedenen Volkseigenen Baukombinaten und einer schwedischen Baufirma auch die Abteilung N (Nachrichten), Abteilung 26 (Telefonüberwachung) und Abteilung VI der Bezirksverwaltung Dresden des MfS mit einbezogen.
Mit der Neukonstruktion wurden internationale Hotelstandards mit der Schaffung eines Wellness- und Kongressbereichs erreicht. Auf der Fläche des Hotelumlands erfolgte die Anlage eines Gartens mit zeitgenössischen und neobarocken Elementen. Dazu gehörten auch nach japanischer Tradition gepflanzte Kirschbäume. Die Parkanlage wurde der Öffentlichkeit unabhängig von der Hotelnutzung zugänglich gemacht. Sie galt als gelungenste Anlage im Garten- und Landschaftsbau der DDR.
Zielgruppe des Interhotels waren vornehmlich Gäste aus dem westlichen Ausland. DDR-Bürgern war die Übernachtung für gewöhnlich nicht möglich; Ausnahmen bestanden für repräsentative Größen aus Politik, Sport und Kultur. Da die Interhotels der Abteilung Touristik des Ministeriums für Staatssicherheit unterstellt waren, bestimmten Vorgaben der Staatssicherheit die zusätzliche technische Ausstattung des Hotels. Im Erdgeschoss des Hotels befand sich ein Intershop.
Die Mitarbeiter der Abteilung 26 des MfS erhielten eine ständige Präsenz in einem offiziell als „Notvermittlungsraum“ bezeichneten Kellerraum, zu dem nur sie exklusiven Zutritt hatten und in dem die Überwachung des Telefonverkehrs ungestört stattfinden konnte. Zur Ausstattung dieses Raumes gehörte u. a. eine Fangschaltung, die die Anschlüsse der eingehenden Anrufe identifizieren konnte, sowie automatisierte Tonbandgeräte, mittels derer ein- und ausgehende Gespräche in den Gäste- und Dienstzimmern sowie in den Sprechkabinen des Hotels aufgezeichnet wurden. Ein in der 1. Etage des Hotels befindlicher Monitorraum diente offiziell zwar nur der im gesetzlichen Rahmen erlaubten Sicherung der öffentlichen Räume des Hotels, wurde von der Abteilung VIII jedoch regelmäßig als Basis für Einsätze und zur Gewinnung verwertbarer Informationen genutzt.
Weiterhin gab es häufig Anträge innerhalb des MfS für eine als „Maßnahme B“ getarnte Bezeichnung für die Überwachung von Personen in ihren Hotelzimmern mittels verborgener Mikrofone auszuführen. Als „Maßnahme D“ wiederum wurde das in einigen Hotelzimmern mögliche Ausspähen von Privat- und Intimsphäre durch verborgene Kameras bezeichnet.
Ab dem Jahre 1992 befand sich das einzige Dresdner Casino im Hotel. Bis zu seiner Eröffnung war die Jupiter-Bar Attraktion des Hotels; sie wurde mit Eröffnung des Casinos geschlossen.
Ebenfalls nicht für die Öffentlichkeit zugänglich war das Buri-Buri-Restaurant des Hotels mit 46 Plätzen. Als einziges Restaurant mit polynesischer Küche in Dresden erfreute es sich unter Hotelgästen großer Beliebtheit. In den letzten Jahren der DDR wurde es auch öffentlich zugänglich, jedoch war dabei mit sechsmonatiger Wartezeit für Tischreservierungen zu rechnen. Im April 1997 nahm das Buri-Buri seine letzte Reservierung entgegen.

Eröffnungs-Preisliste 1985 des Luxus Hotel Bellevue in Dresden (GDR) in West Mark
Orientierungsplan des Luxus Hotel Bellevue in Dresden (GDR) bei der Eröffnung 1985
Gastronomie des Luxus Hotel Bellevue in Dresden (GDR) bei der Eröffnung 1985
Kontrollposten Bellevue – Sicherheitsausweis von 1985

## Nutzung nach der Politischen Wende

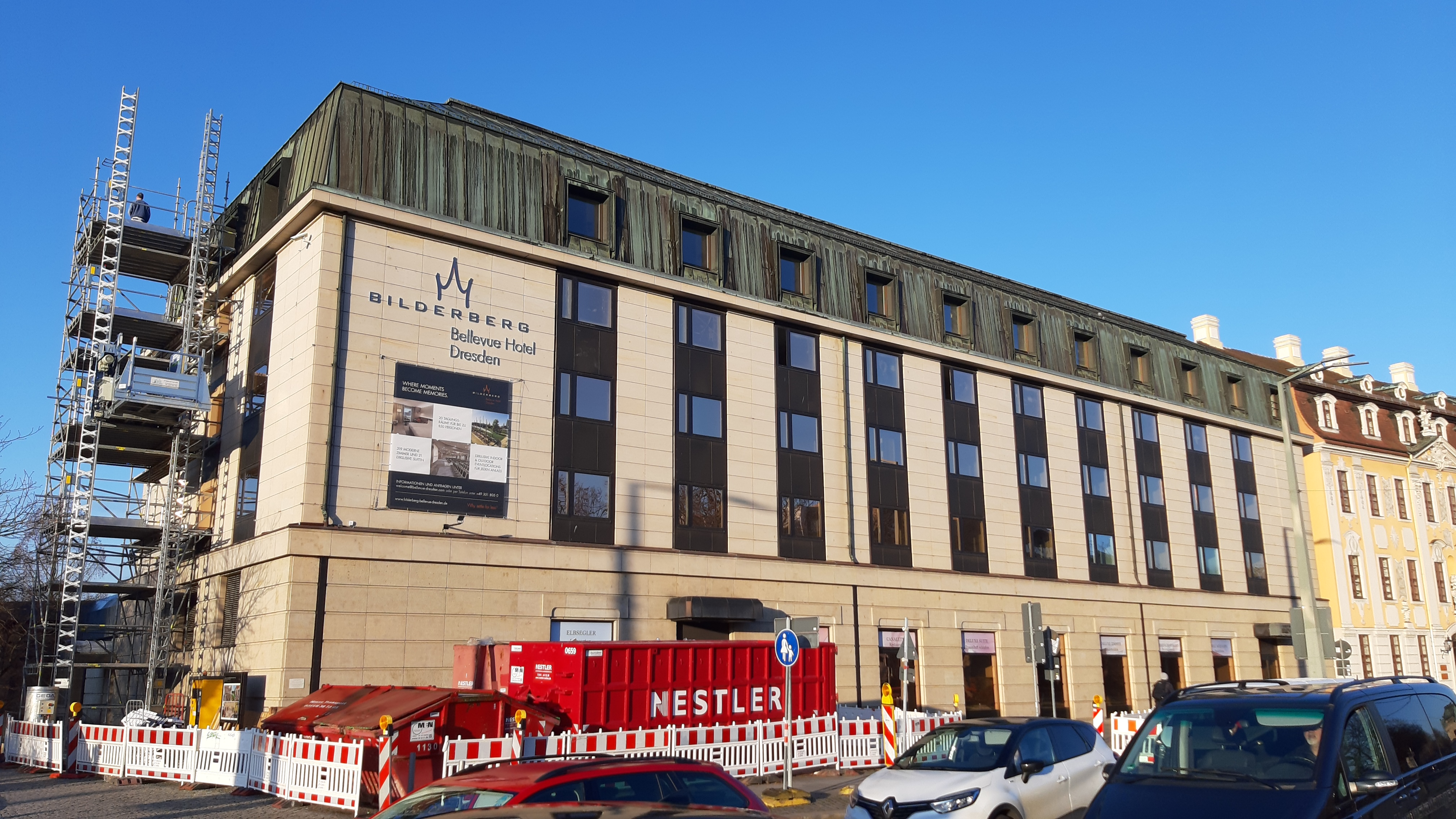
Ansicht zur Großen Meißner Straße/Neustädter Markt kurz nach der Übernahme durch die Bilderberg-Gruppe

Nach der politischen Wende im Jahre 1989 blieb das Hotel Bellevue zunächst Teil der Interhotelkette und war zum Ende des Jahres 1989 mehrfach Ort politischer Begegnungen, wie z. B. das Treffen zwischen dem Bundeskanzler Helmut Kohl und dem Ministerpräsidenten der DDR, Hans Modrow. 1989 fanden im Rahmen der Verhandlungen zur Wiedervereinigung ebenfalls weitere Treffen zwischen Helmut Kohl und Hans Modrow im Hotel statt.
Zwischen 1992 und 1996 gehörte es zur Maritim Hotelgesellschaft.
Ab dem Jahre 1996 übernahm die Interhotel-Kette erneut die Hotelleitung. In den Jahren 2000 bis 2006 war Interhotel Franchisenehmer bei „Starwood Hotels & Resorts“. Das Hotel Bellevue war zwischen 2000 und 2019 ein Westin-Hotel unter dem Namen The Westin Bellevue Dresden. Die Blackstone Group übernahm 2006 die Interhotel-Kette als Investor.
Nach den 1990er Jahren erfolgten im Bellevue weiterhin politische Großveranstaltungen. Vom 6. bis zum 8. Mai 2007 tagten die Arbeitsminister der G8-Staaten unter Vorsitz des Arbeitsministers Franz Müntefering im großen Konferenzsaal.

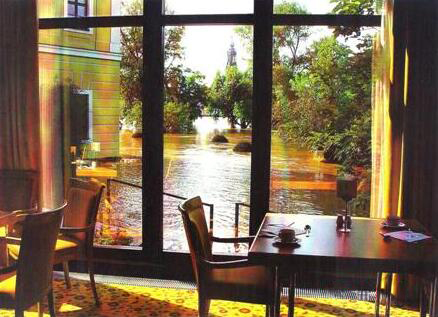
Hochwasser auf der Palais-Terrasse

Beim Elbhochwasser im August 2002 war das Hotel wegen seiner unmittelbaren Nähe zum Flussufer stark betroffen. Der Pegelstand stieg auf 9,42 m. Während der sechsmonatigen Renovierungsarbeiten blieb das Hotel geschlossen. Im Frühjahr 2003 wurde der Betrieb trotz der bis Ende 2004 dauernden Renovierungs- und Umgestaltungsarbeiten wieder aufgenommen. Im Businessbereich entstand eine tageslichtgeöffnete Konferenzfläche mit 22 Konferenzräumen. Das 340-Zimmer-Haus umfasst nun 14 Suiten, sieben Junior-Suiten, sechs Deluxe-Suiten und eine Präsidentensuite. Die Deluxe-Suiten gestaltete der Hotelarchitekt Tassilo Bost. Der Berliner Architekt erhielt für seine Arbeit an der Innenausstattung 2004 den „Best Guestroom Design Award“.
Im Atrium des barocken Flügels befindet sich die Küche des Restaurants „Canaletto“. Daneben gehört zum Hotel der Weinkeller „Vinothek“ und der Biergarten „Elbsegler“ am Elbufer. Um künftigen Hochwasserschäden vorzubeugen, wurde eine Flutschutzwand, die gegen Hochwasser bis zur Höhe von 9,70 m schützt und innerhalb von 24 Stunden aufgebaut werden kann, errichtet.
Im November 2019 wurde bekanntgegeben, dass die niederländische Bilderberg-Gruppe das Hotel zum 1. Januar 2020 übernehmen wird und das Hotel ab 1. Januar 2020 als Bilderberg Bellevue Hotel Dresden auftritt. Es ist das erste Hotel der Gruppe in Deutschland. Die Gesamtinvestitionen betragen 10 Millionen Euro.